# Charmentray
Charmentray település Franciaországban, Seine-et-Marne megyében. Lakosainak száma 294 fő (2022. január 1.). Charmentray Précy-sur-Marne, Trilbardou, Villeroy, Charny és Fresnes-sur-Marne községekkel határos.

## Népesség
A település népességének változása:
| Lakosok száma | 260  | 268  | 279  | 289  | 293  | 299  | 300  | 298  | 294  |
|               | 2013 | 2015 | 2016 | 2017 | 2018 | 2019 | 2020 | 2021 | 2022 |